# Химна Чешке
Где ми је дом? (чеш. Kde domov můj?) национална химна је Чешке.
Текст химне потиче из позоришног комада „Фидловачка” аутора Јозефа Кајетана Тила, који је имао премијеру 1834. у Прагу. Мелодију је компоновао Франтишек Шкроуп. Текст се састоји из две строфе, од којих се само прва изводи као химна, и то у модификованом облику (чешка земља, уместо међу Чесима).
У некадашњој Чехословачкој ова химна је представљала Чешку, док је други део химне била словачка химна Nad Tatrou sa blýska.
У периоду 1918—1938. у употреби је била и немачка верзија ове химне, због значајне немачке мањине у држави.
У периоду 1920—1938. такође је у употреби била и мађарска верзија химне, због значајне мађарске мањине у држави.

## Текст

### Оригинална верзија на чешком и српском
| На чешком | На српском |
| Прва строфа | Прва строфа |
| --- | --- |
| Kde domov můj, kde domov můj, voda hučí po lučinách, bory šumí po skalinách, v sadě skví se jara květ, zemský ráj to na pohled! A to je ta krásná země, země česká domov můj, země česká domov můj!   | Где је мој дом, где је мој дом? Вода хучи кроз ливаде, Борови шуме на литицама, У башти сија пролећни цвет, Рај на земљи за поглед! А то је та красна земља, Чешка земља, дом је мој, Чешка земља, дом је мој!                              |
| Друга строфа | |
| Kde domov můj, kde domov můj, v kraji znáš-li bohumilém duše útlé v těle čilém, mysl jasnou, vznik a zdar a tu sílu vzdoru zmar, to je Čechů slavné plémě mezi Čechy domov můj! mezi Čechy domov můj! | Где је мој дом, где је мој дом, Ако сте се у небеској земљи срели Витке душе у живахним телима, Бистрог ума, енергичног и напредног И снагом која фрустрира сваки пркос, То је славна нација Чеха Међу Чесима мој дом! Међу Чесима мој дом! |

### Немачка верзија (1918—1938)
| На немачком |
| --- |
| Wo ist mein Heim, mein Vaterland, Wo durch Wiesen Bäche brausen, Wo auf Felsen Wälder sausen, Wo ein Eden uns entzückt, Wenn der Lenz die Fluren schmückt: Dieses Land, so schön vor allen, Böhmen ist mein Heimatland. Böhmen ist mein Heimatland. |

### Мађарска верзија (1920—1938)
| На мађарском |
| --- |
| Hol van honom, hol a hazám, Hol patak zúg a hegyháton, Csörgedez a rónaságon. Üde virág a kertben, Mint egy földi édenben. Ez az istenáldotta föld, Cseh föld a hazám, Cseh föld a hazám. |